# Виктор Амадей II Савойски
Вижте пояснителната страница за други личности с името Виктор Амадей Савойски.
Виктор Амадей II Савойски (на италиански: Vittorio Amedeo II di Savoia; * 14 май 1666, Торино, Савойско херцогство; † 31 октомври 1732, Монкалиери, пак там) е 15-и херцог на Савоя (1675 – 1720, 1730 – 1732), крал на Сицилия (1713 – 1720) и първи крал на Сардиния (1720 – 1730), принц на Пиемонт, маркиз на Салуцо, херцог на Монферат (1708 – 1730), граф на Аоста, Мориен и Ница (1675 – 1720).
Френският крал Луи XIV урежда брака му с племенницата си Анна-Мария Орлеанска, за да осигури френското влияние в Савоя, но въпреки това по-късно Виктор Амадей II не се поколебава да прекрати френското влияние върху политиката на страната си. След смъртта на стария савойски херцог през 1675 г. от името на малолетния Виктор Амадей II започва да управлява майка му, която де факто стои начело на властта до 1684 г., когато Виктор Амадей II забранява по-нататъшната ѝ намеса в управлението на страната. Взел участие във Войната за испанското наследство, през 1713 г. Виктор Амадей II получава кралската корона на Сицилия, но седем години по-късно е принуден да отстъпи Сицилианското кралство на Австрия срещу кралската корона на Сардиния.
Виктор Амадей II оставя богато културно наследство след себе си – той реновира Кралския дворец в Торино, Кралския дворец във Венария Реале и Ловния павилион „Ступиниджи“, и построява кралската базиликата Суперга.

## Произход. Принц на Пиемонт
Виктор Амадей II е роден на 14 май 1666 г. в Торино като Виктор Амадей Себастиан Савойски, принц на Пиемонт. Той е единственото дете на савойския херцог Карл Емануил II от втория му брак с Мария Йоанна Батиста Савойска-Немур. С раждането си получава титлата „Принц на Пиемонт“, която по традиция се носи от наследниците на савойската херцогска титла. Има пет природени братя от извънбрачни връзки на баща си.

## Биография

### Регентство на Мария Йоанна
Баща му умира от треска през 1675 г., оставяйки властта на малолетния си син, от името на когото като регентка започва да управлява майка му Мария Йоанна. През 1677 г. тя се опитва да уреди брака между сина си и първата му братовчедка – португалската инфанта Изабела-Луиза, по онова време наследница на португалската корона. Чрез този брак Мария Йоанна се стреми да запази властта над Савоя за себе си, тъй като синът ѝ би трябвало да се установи заедно с бъдещата си съпруга в Португалия. Плановете на регентката означават и бъдещо сливане на Савоя и Португалия. Виктор Амадей II обаче отказва да се ожени за братовчедка си, а в двора се сформира и партия, противопоставяща се на заминаването му. Въпреки подписването на предбрачния договор още през 1679 г. плановете на майка му се провалят и годежът е анулиран.
Като подходящи кандидатки за брак с Виктор Амадей II по това време са обсъждани Мария Антония Австрийска, Мария-София Нойбургска и Анна Мария Луиза де Медичи. Виктор Амадей II проявява желание да придобие Тоскана посредством брак с последната Медичи и започва тайни преговори за брак с Анна Мария, но безрезултатно. Под натиска на Франция майка му решава да го ожени за френската принцеса Анна-Мария Орлеанска – племенница на Краля Слънце. Ръката ѝ е официално поискана през март 1684 г. Виктор Амадей II използва обвързването си с Орлеанската династия, за да спечели политическа подкрепа за прекратяването на управлението на майка му, която по този начин е отстранена от властта още на 4 март същата година.

#### Солени войни (1680 – 1699)
Едно от най-значимите събития, които се случват още по време на регентството на Мария Йоанна, са мащабните бунтове от 1680 г., известни като „Солени войни“. Причината за избухването на Солените войни е данъкът върху солта, събиран от всички градове в Савоя. Този изключително непопулярен налог е въведен сто години по-рано от савойския херцог Емануил Филиберт, за да се закрепи разстроената държавна хазна. Непопулярността на соления данък причинява силни брожения, които избухват най-напред в Мондови, който пръв отказва да плати налога на савойския данъчен емисар в града. Вълненията в Мондови стават причина в града да бъде изпратена войска, която потушава вълненията много бързо. Скоро обаче по-сериозен бунт вдигат и жителите на Монталдо. В сраженията по улиците на града, продължили няколко дни, са убити около 2000 войници.
Новините за случващото се в Мондови бързо достигат Торино, където властите осъзнават, че събитията там са на път да запалят искрата на бунта в почти цял Пиемонт. Това принуждава майката на херцога да покани в Торино представители на Мондови, които да подпишат споразумение с централната власт.

### Лично управление

#### Брак с Анна-Мария Орлеанска
Успял да отстрани майка си от властта, Виктор Амадей II решава да довърши докрай преговорите за бъдещ брак с най-малката дъщеря на орлеанския херцог Филип I и английската принцеса Хенриета-Анна Стюарт. Предбрачният договор между Виктор Емануил и Анна-Мария Орлеанска е подписан на 9 април 1684 г. във Версай, а на следващия ден двамата са венчани по доверие отново във Версай. Официалната церемония обаче е повторена в присъствието и на двамата на 6 май 1684 г.

#### Валденси
През 1685 г. Виктор Амадей II започва мащабни преследвания на валденсите (протестантски последователи) в Савоя. Изправена пред реален банкрут с тази политика Савоя заплашва да изразходи и последните финанси на държавата. Поради съюза си с Англия и Холандия в Деветгодишната война от 1688 г. Виктор Амадей II е принуден да смекчи политиката си спрямо валденсите и през 1694 г. издава т. нар. „Едикт за толерантност“. Въпреки това през 1698 г. Луи XIV принуждава Виктор Амадей да изгони всички протестантски имигранти от Савоя в съответствие с договора, който двете страни подписват през 1696 г.

#### Вътрешни реформи
Виктор Амадей II предприема въвеждането на мащабни административни реформи в Савоя. През 1796 г. по френски образец е създадена системата на интендантствата, отговорни за събирането на данъците и прилагането на законите. През 1697 г. херцогът започва кадастриране на земята, което е завършено през 1711 г. и е съпроводено с проучване на църковното земевладение и привилегиите на духовенството. През 1717 г. е реформирана секретариатната система в Торино, като са създадени отделни секретариати за войната, за вътрешните работи и за външните отношения. През 1670 г. в Торино е обособена нова административна единица около Княжеския дворец, която включва още Военната академия, Монетния двор, Секретариата на войната и Митническата палата.
Успоредно с административните реформи Виктор Амадей II предприема и мащабна модернизация на войската. През 1690 г. е създадена наборна войска, а до 1714 г. е направен цялостен преглед и кодификация на структурата на военната система. През 1713 г. са поставени основите на военния флот, съставен от наследената малък сицилиански флот.

#### Външна политика
Въпреки че Савоя е част от Свещената римска империя, по време на управлението на Мария Йоанна Батиста Савоя тясно се обвързва с Франция, изпада под силна френска зависимост и се превръща във френски сателит. Виктор Амадей II слага край на това положение, като се включва в антифренските коалиции по време на Деветгодишната война и на Войната за испанското наследство. И в двата конфликта Савоя е оценена като ценен съюзник заради географското си положение, разкриващо възможност за отваряне на нов фронт срещу французите. По това време Савоя изпада в силна финансова зависимост от своите английски и холандски съюзници, чиито субсидии са използвани за поддръжка на боеспособна армия.

##### Война за испанското наследство
По време на Войната за испанското наследство чуждестранните субсидии представляват почти половината от военните приходи на страната. Краят на Аугсбургската война поражда нов баланс на силите в Европа: смъртта на последния испански Хабсбург крал Карлос II поставя на испанския престол неговия братовчед Филип д'Анжу, който е внук на Луи XIV. От своя страна Виктор Амадей II също се намира в линията на унаследяване на испанския престол, тъй като зестрата на прабаба му инфанта Каталина-Микаела Испанска, която през 1582 г. се жени за савойския херцог Карл Емануил I, никога не е била изплатена от Испания, правейки според предбрачния им договор неоснователен отказа на инфантата и съпруга ѝ потомците им да се ползват с права при унаследяването на испанската корона. Този брак служи на Виктор Амадей II като основание да издигне своите претенции към испанския престол, срещу който той очаква да получи териториална компенсация от страната на Испания. Претенциите на савойския херцог се насочват главно към Миланското херцогство, за завладяването на което Виктор Амадей II подписва договор с Луи XIV. С подписването на договора от Виджевано през октомври 1696 г. обаче Луи XIV оттегля подкрепата си за савойските претенции към Милано, което принуждава Виктор Амадей II да потърси подкрепа от император Леополд I.
Англия и Австрия също не подкрепят савойските претенции, а Австрия от своя страна издига претендент за испанския престол в лицето на Карл VI Австрийски, който се обявява за испански крал. Претенциите на Савоя са отхвърлени и от Велико херцогство Тоскана. Междувременно Виктор Амадей II преследва и териториално разширение за сметка на Свещената Римска Империя, от която успява да завладее множество феодални владения.
Виктор Амадей II се оказва в позиция, заобиколен от всички страни от бурбонски владения. Това го принуждава да позволи преминаване на френски войски през Савоя по пътя им към Милано, към който самият той също има претенции. Принуден и този път да се съюзи с Луи XIV и внука му Филип V, Виктор Амадей II закрепва този съюз с брак между дъщеря си Мария Луиза и испанския крал през 1701 г. Същата година Виктор Амадей II участва на страната на французите в битката при Киари за овладяването на Милано. На следващата година обаче херцогът отново сменя страните, като започва тайни преговори с императора, който му обещава Монфератското херцогство. За да привлече Савоя на своя страна, Леополд I предлага на Виктор Амадей II и обширни територии в Ломбардия.
Смяната на позициите предизвиква ответна френска реакция. През 1706 г. Луи XIV и Филип V изпращат големи войски срещу Савоя, които обсаждат Торино по време на битката за Торино. Френските части са командвани от полубрата на Анна-Мария – Орлеанския херцог. Съпругата на Виктор Амадей II и синовете им са принудени да напуснат града и да потърсят безопасност в Генуа. Само навременната намеса на големи австрийски подкрепления на Евгений Савойски успява да спаси херцогинята и децата ѝ от французите.
След подписването на Утрехтския мир от 1713 г., който слага край на войната, испанските владения в Италия са поделени между Савоя и Австрия: Савоя получава Сицилианското кралство и част от Миланското херцогство, а Виктор Амадей II получава кралска титла като крал на Сицилия. След като много от съюзниците на Виктор Амадей II изказват своите възражения относно новите граници на владенията му, през 1718 г. в Лондон всички замесени в конфликта сили подписват договор, с който Савоя отстъпва на Австрия остров Сицилия, в замяна на което Виктор Амадей II получава остров Сардиния. Договорът влиза в сила от 1720 г. От тази година владенията на Виктор Аадей II сформират т.нар. Сардинско кралство, а той получава титлата на крал на Сардиния.

#### Абдикация от престола
През септември 1730 г. Виктор Амадей II решава да абдикира от престола. Кралят прави това месец след като се жени тайно за любовницата си Анна Каналис ди Кумиана. Двамата се женят на тайна церемония в Торино на 12 август 1730 г., след като получават разрешение от папа Климент XII. Все още привлекателен в средата на 40-те си години, Виктор Амадей II е поддържал дългогодишна връзка с нея и като сватбен подарък я обявява за маркиза на Спиньо. Младоженците обявяват публично брака си на 3 септември 1730 г., което шокира целия двор. Кралят обявява и решението си да абдикира от престола и прави това на официална церемония в замъка в Риволи. Синът му го наследява като крал Карл Емануил III.

### Последни години
Въпреки че продължава да се титулува крал, Виктор Емануил II и съпругата му се преместват в замъка в Шамбери, където взимат със себе си само няколко души за прислуга. Там той продължава да получава редовни сведения за управлението на страната.
Под влиянието на съпругата си през 1731 г. Виктор Емануил II, вече претърпял един инсулт, уведомява сина си Карл Емануил II, че желае да се върне на престола. Арестуван по заповед на сина, Виктор Емануил II е отведен в Кралския замък в Монкалиери, а съпругата му Анна е затворена в изправителен дом за бивши проститутки в Чева, но по-късно ѝ е позволено да се върне при съпруга си в замъка в Риволи, където той е заточен по заповед на сина му. Случилото се отразява сериозно на стария крал, който започва да посяга на жена си, обвинявайки я за сполетелите го беди.
Умира на 31 октомври 1732 г. Въпреки желанието си да бъде погребан в построената от него базилика Суперга в Торино останките му са погребани в манастира „Свети Йосиф“ в Кариняно по заповед на сина му, който не искал да събужда спомена за скандала около абдикацията на покойния крал. След смъртта на Виктор Емануил II съпругата му е заточена в един манастир в Пинероло, където умира на 88 г.

## Брак и потомство
Виктор Емануил II се жени два пъти:
∞ 1. 6 май 1684 г. в Шамбери за френската принцеса Анна-Мария Орлеанска (* 27 август 1669 † 26 август 1728), дъщеря на Филип I Орлеански, херцог на Орлеан, и Хенриета Стюарт, от която има шест сина и четири дъщери:
- Мария Аделаида Савойска (* 6 декември 1685, Торино; † 12 февруари 1712, Версай), херцогиня на Бургундия и дофина на Франция, ∞ 7 декември 1697 във Версай за Луи Френски (* 6 август 1682, Версай; † 18 февруари 1712, Версай), херцог на Бургундия, син на Великия дофин на Франция Луи дьо Бурбон и на Мария Анна Виктория Баварска (* 1600; † 1690); имат двама сина, от които 2-рият е следващия крал на Франция – Луи XV;
- Мария Анна Савойска (* 14/15 август 1687, Торино; † 18 април или 5/18 август 1690, пак там);
- Мария Луиза Габриела Савойска (* 17 септември 1688, Торино; † 14 февруари 1714, Мадрид), кралица на Испания, ∞ 2 ноември 1701 за втория си братовчед – испанския крал Филип V д'Анжу (* 19 декември 1683, Версай; † 9 юли 1746, Буен Ритиро, Мадрид), от когото има четирима сина;
- дъщеря († 1690)
- син († 11 юни 1691);
- син († 9 ноември 1697);
- Виктор Амадей Филип Йосиф Савойски (* 6 май 1699, Торино; † 22 март 1715), принц на Пиемонт;
- Карл Емануил III Савойски, нар. Трудолюбивия или Карлин, (* 27 април 1701, Торино; † 20 февруари 1773, Торино), 16-и херцог на Савоя (1720 – 1730 и 1732 – 1773), крал на Сардиния-Пиемонт като Карл Емануил I (1730 – 1773), принц на Пиемонт (1715 – 1773), херцог на Монферат, маркиз на Салуцо, херцог на Аоста, граф на Мориен, граф на Ница, хранител на Светата плащеница, 1. ∞ 15 март 1722 за пфалцграфиня Анна Кристина Луиза фон Пфалц-Зулцбах (* 5 февруари 1704, Зулцбах; † 12 март 1723, Торино), дъщеря на херцог и пфалцграф Теодор Евстах фон Пфалц-Зулцбах и на принцеса Мария Елеонора фон Хесен-Ротенбург, от която има един син 2. ∞ 20 август 1724 в Тонон за принцеса Поликсена Кристина фон Хесен-Ротенбург-Рейнфелс (* 21 септември 1706, Лангеншвалбах; † 13 януари 1735, Торино), дъщеря на ландграф и херцог Ернст II Леополдфон Хесен-Ротенбург и на графиня Елеонора фон Льовенщайн-Вертхайм, от която има четирима сина и три дъщери 3. ∞ 1 април 1737 в Шамбери за роднината си херцогиня Елизабет Тереза Лотарингска (* 15 октомври 1711, Люневил; † 3 юли 1741, Торино), дъщеря на херцог Леополд Лотарингски (* 1679; † 1729) и на съпругата му Елизабет Шарлота Бурбон-Орлеанска (* 1676; † 1744), дъщеря на херцог Филип I Орлеански и Лизелота фон Пфалц, сестра на император Франц I Стефан (* 1708; † 1765) и племенница на френския крал Луи XIV, от която има двама сина и една дъщеря;
- Емануил Филиберт Савойски (* 1 декември 1705; † 19 декември 1705), херцог на Шабле;
- син (* мъртвороден 1709).

∞ 2. 12 август 1730 в Торино морганатично за Анна Каналис, графиня на Кумиана (* 23 април 1680; † 11 април 1769), която става маркиза на Спиньо, от която няма деца.
Има две извънбрачни деца от дългогодишната си любовница Жана-Батиста-Женевиев д'Албер (* 18 януари 1670; † 18 ноември 1736), херцогиня дьо Люин:
- Мария Виктория Франциска Савойска (* 9 или 10 февруари 1690, Торино; † 8 юли 1766, Париж), припозната 1701, маркиза на Суза, ∞ 7 ноември 1714 за Виктор Амадей I Савойски-Каринян (* 29 февруари 1690; † 4 април 1741), 3-ти принц на Кариняно, син на Емануил Филиберт Савойски-Каринян и на Ангелика Катерина д'Есте, от която има трима сина и две дъщери;
- Виктор Франциск Филип Савойски (* 10 декември 1694; † 20 март 1762), припознат 1701, маркиз на Суза, ∞ 1760 за Мария Лукреция Франки ди Понтекианале (* Чентало; † 10 януари 1777), от която няма деца.